# Саут Флорал Парк (Њујорк)
Саут Флорал Парк (енгл. South Floral Park) град је у америчкој савезној држави Њујорк.

## Демографија
По попису из 2010. године број становника је 1.764, што је 186 (11,8%) становника више него 2000. године.
| Група             | 2000.       | 2010.         |
| Белци             | 257 (16,3%) | 245 (13,9%)   |
| Афроамериканци    | 932 (59,1%) | 1.014 (57,5%) |
| Азијати           | 60 (3,8%)   | 140 (7,9%)    |
| Хиспаноамериканци | 214 (13,6%) | 316 (17,9%)   |
| Укупно            | 1.578       | 1.764         |